# Empoasca solani
Empoasca solani är en insektsart som först beskrevs av Curtis 1846.  Empoasca solani ingår i släktet Empoasca och familjen dvärgstritar. Inga underarter finns listade i Catalogue of Life.